# Lathys stigmatisata
Lathys stigmatisata är en spindelart som först beskrevs av Menge 1869.  Lathys stigmatisata ingår i släktet Lathys och familjen kardarspindlar. Inga underarter finns listade i Catalogue of Life.